# Bladkaktushybrider
Bladkaktushybrider är komplexa hybrider mellan flera kaktussläkten, främst arter inom solkaktussläktet (Disocactus), bladkaktussläktet (Epiphyllum) och nattkaktussläktet (Selenicereus). De kallas ofta för bladkaktusar, ett namn som här är reserverat för arterna i släktet Epiphyllum.

## Beskrivning
Variationen är enorm, men har gemensamt att stammarna är mer eller mindre platta och bladliknande. Blommorna kan ha alla färger utom blått och varierar i storlek från några få centimeter till jättar på 25 till 30 centimeter i diameter. Än så länge finns ingen erkänd gruppindelning.

## Vetenskapliga namn
Det har publicerats en mängd olika vetenskapliga hybridnamn för olika hybrider. Dessa är ofta svåra att använda då man inte känner till hybridernas ursprung i detalj. Av praktiska skäl används ibland det vetenskapliga namnet × Epicactus som samlingsnamn, trots att det är botaniskt ogiltigt. 
Giltigt publicerade namn är × Disophyllum (Disocactus × Epiphyllum) som publicerades av Clive Innes 1968 och × Disoselenicereus (Disocactus × Selenicereus) som publicerades av Eckhard Meier 1990.

## Kultivarer
Det förekommer många tusen kultivarer. I dagsläget cirka 13 tusen registrerade. Officiellt organ för registrering av dessa är Epiphyllum Society of America.

## Odling
Flertalet kultivarer är lättodlade. De behöver en väldränerad, humusrik jord och riklig tillgång på vatten under sommaren. Placeras soligt men skydd för den starkaste solen. De övervintras svalt och relativt torrt med en minimitemperaturen på ca 10°C. 

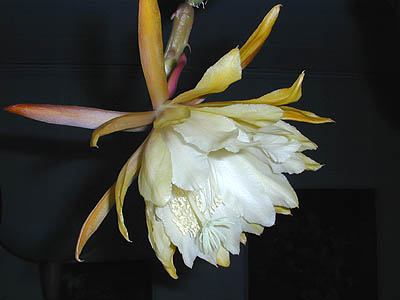
× Disophyllum 'George French' Foto:Mats Winberg
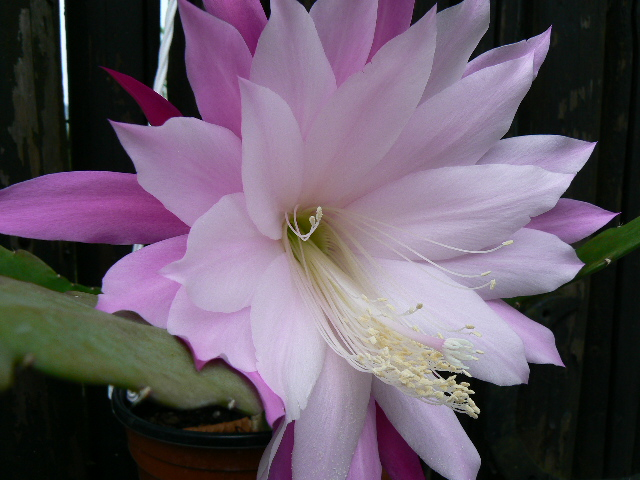
× Disophyllum 'Gladyce Jones' Foto: Svante Lundqvist
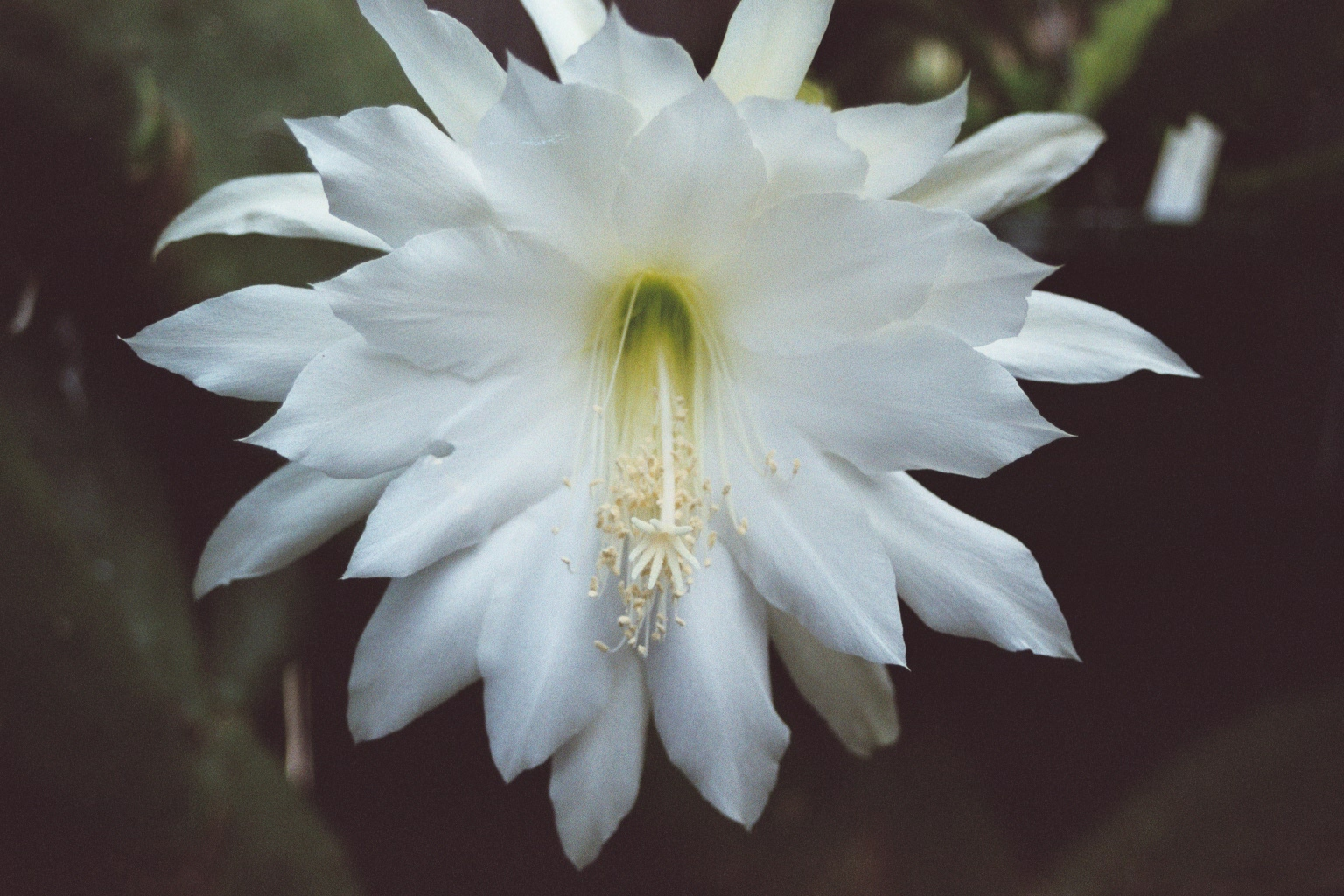
× Disophyllum 'Lola Leah' Foto:Mary Crowell
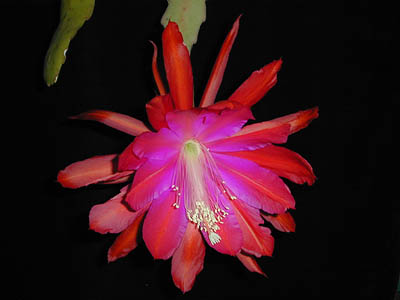
× Disophyllum 'South of Border' Foto:Mats Winberg